# عبدالله فاروق
عبدالله فاروق (عربی: عبدالله فاروق؛ زادهٔ ۱۹ اوت ۱۹۸۶) یک ورزشکار اهل مصر است.
از باشگاه‌هایی که در آن بازی کرده‌است می‌توان به باشگاه ورزشی الاهلی مصر اشاره کرد.